# Attaque d'Agbudu
 (août 2020).
L'attaque d'Agbudu est une fusillade de masse survenue le 30 juillet 2020 dans le village d'Agbudu, dans l'État de Kogi, au Nigeria. L'attaque, motivée par un conflit foncier, a fait au moins 14 morts et 6 blessés.